# Sieversdorf-Hohenofen
Sieversdorf-Hohenofen ist eine Gemeinde im Landkreis Ostprignitz-Ruppin im Nordwesten Brandenburgs (Deutschland). Sie wird vom Amt Neustadt (Dosse) verwaltet.

## Geografie
Sieversdorf-Hohenofen liegt zwischen Neustadt (Dosse) und Rhinow im Dossebruch.

## Gemeindegliederung
Zu Sieversdorf-Hohenofen gehören die Gemeindeteile Hohenofen und Sieversdorf sowie der Wohnplatz Neu Amerika.

## Geschichte
Die Gemeinde entstand am 31. Dezember 1997 aus dem freiwilligen Zusammenschluss der bis dahin selbstständigen Gemeinden Sieversdorf und Hohenofen.
Sieversdorf und Hohenofen gehörten seit dem 14. Jahrhundert zur Herrschaft Ruppin, seit 1524 zum Kreis Ruppin in der Mark Brandenburg und ab 1952 zum Kreis Kyritz im DDR-Bezirk Potsdam. Seit 1993 liegen beide Orte im brandenburgischen Kreis Ostprignitz-Ruppin.

### Sieversdorf
Die erste Nachricht über Sieversdorf stammt aus einer Urkunde von 1334. Die Grafen von Lindow und Herren zu Ruppin, die Brüder Günther und Ulrich und die Brüder Adolph und Busso, bekennen, dass sie von ihrem Fürsten, dem Markgrafen Ludwig von Brandenburg die Stadt Wusterhausen/Dosse mit allen Dörfern und Gütern, welche dazugehören, und namentlich die Dörfer „Brunne (Brunn), Driplatz (Trieplatz), Syuerdestorp (Sieversdorf), Blankenburg, Plonitz (Plänitz), Cernitz (Zernitz), Gardiz (Garz/Temnitztal) und Dannenuelde (Dannenwalde)“, und außerdem Stadt und Land Gransee mit allen Dörfern und Gütern, für eine Forderung von 7000 Mark Brandenburgisch zum Pfand erhalten haben und besitzen.

### Hohenofen
Die Geschichte Hohenofens geht zurück auf die Gründung einer Eisenhütte im Jahr 1693, die der in brandenburgischen Diensten stehende Landgraf Friedrich von Hessen-Homburg hier anlegen ließ. Der Landgraf hatte von seinem Besitzvorgänger, dem Grafen von Königsmark, den Rittmeister Liborius Eck als Amtsverweser übernommen. Dieser untersuchte die Gegend, welche bis dahin Vierhütten hieß, und fand in vier Schlackenbergen den Beweis, dass dort Eisenhütten gestanden haben müssen. Eine Eisenverhüttung in Vierhütten hatte schon zur „Slawenzeit“ vor 1250 stattgefunden, wie der Name vermuten lässt. Eck entdeckte bald auch den Eisenstein, den roten Eisenschlamm in den Wiesen, und der Landgraf beschloss, das Eisenwerk wiederherzustellen. Es musste Wasserkraft zum Betrieb der Gebläse gewonnen werden. Dazu wurde ein Kanal von Neustadt aus angelegt, der zum Hauptlauf der Dosse wurde. Für den „Hohen Ofen“ wurde der bis zu sechs Fuß mächtige Raseneisenstein benötigt. Nach zehn Jahren waren die Raseneisensteinvorkommen und die Holzvorräte in der näheren Umgebung erschöpft. 1702 wurde die Eisenhütte Hohenofen in ein Seiger-Hüttenwerk umgewandelt (Silber-Kupfer-Scheidung). Die Kupfererze und Brennstoffe wurden auf dem Wasserweg aus dem Magdeburgischen transportiert. Im Jahre 1836 wurde aus dem Hüttenwerk eine Papierfabrik, welche die Königliche Seehandlung anlegte.

### Ehemalige Ortsteile
1622 gab es zwei Dörfer mit zwei Schulzen: Klein-Sieversdorf und Groß-Sieversdorf. Die Dörfer trennte ein Dossearm, an dem bis 1673 eine Wassermühle stand, der heutige Mühlengraben.
Noch 1841 bestand das heutige Sieversdorf aus Klein-Sieversdorf, Groß-Sieversdorf und dem Büttner-Sand.

## Bevölkerungsentwicklung
| Jahr                   | 1875  | 1910  | 1939  | 1946  | 1950  | 1971  | 1990  | 1995  | 1996  | 1997 | 2000 | 2005 | 2010 | 2015 | 2020 | 2021 | 2022 | 2023 | 2024 |
| ---------------------- | ----- | ----- | ----- | ----- | ----- | ----- | ----- | ----- | ----- | ---- | ---- | ---- | ---- | ---- | ---- | ---- | ---- | ---- | ---- |
| Sieversdorf            | 1.508 | 1.122 | 1.019 | 1.510 | 1.491 | 0 882 | 0 671 | 0 644 | 0 652 |      |      |      |      |      |      |      |      |      |      |
| Hohenofen              | 0 562 | 0 462 | 0 414 | 0 533 | 0 546 | 0 453 | 0 359 | 0 289 | 0 349 |      |      |      |      |      |      |      |      |      |      |
| Sieversdorf- Hohenofen |       |       |       |       |       |       |       |       |       | 928  | 903  | 869  | 813  | 706  | 702  | 708  | 693  | 682  | 673  |

Gebietsstand des jeweiligen Jahres: Stand 31. Dezember (ab 1991) ab 2011 auf Basis des Zensus 2011, ab 2022 auf Basis des Zensus 2022

## Politik

### Gemeindevertretung
Die Gemeindevertretung von Sieversdorf-Hohenofen besteht aus acht Gemeindevertretern und dem ehrenamtlichen Bürgermeister. Die Kommunalwahl 2024 führte zu folgendem Ergebnis:
| Wählergruppe                           | Stimmenanteil | Sitze |
| -------------------------------------- | ------------- | ----- |
| Wählergruppe FÜR Sieversdorf-Hohenofen | 61,3 %        | 5     |
| Wählergruppe Sieversdorf-Hohenofen     | 17,7 %        | 1     |
| Christlich Demokratische Union (CDU)   | 14,1 %        | 1     |
| Einzelbewerber Volker Brenig           | 7,0 %         | 1     |

### Bürgermeister
- 1998–2003: Hansjürgen Kuhlbars[9]
- 2003–2019: Hermann Haacke (Wählergruppe Sieversdorf-Hohenofen)[10]
- 2019–2024: Thilo Christ (Wählergruppe Sieversdorf-Hohenofen)
- seit 2024: Thomas Leitert (Wählergruppe FÜR Sieversdorf-Hohenofen)

Thomas Leitert wurde in der Bürgermeisterwahl am 9. Juni 2024 mit 61,8 % der gültigen Stimmen im ersten Wahlgang für eine Amtszeit von fünf Jahren gewählt und setzte sich dabei gegen Sascha Sommer (Einzelwahlvorschlag, 19,3 %) und Thilo Christ (Wählergruppe Sieversdorf-Hohenofen, 18,8 %) durch.

### Wappen
| Wappen von Sieversdorf-Hohenofen | Blasonierung: „In Rot mit einer linken silbernen Flanke, darin oben ein grünes Lindenblatt, eine silberne Kirche mit schwarz-bedachtem Turm, schwarzer Tür und Fenstern.“ |
| Wappen von Sieversdorf-Hohenofen | Das Wappen wurde am 5. April 2006 durch das Ministerium des Innern genehmigt.                                                                                             |

### Flagge
„Die Flagge ist Rot-Weiß (1:1) gestreift und mittig mit dem Gemeindewappen belegt.“

## Sehenswürdigkeiten
In der Liste der Baudenkmale in Sieversdorf-Hohenofen stehen die in der Denkmalliste des Landes Brandenburg eingetragenen Baudenkmale. Sieversdorf zeichnet sich unter anderem durch mehrere denkmalgeschützte fränkische Ernhäuser aus, die saniert und wieder mit traditionellen Reetdächern gedeckt wurden.

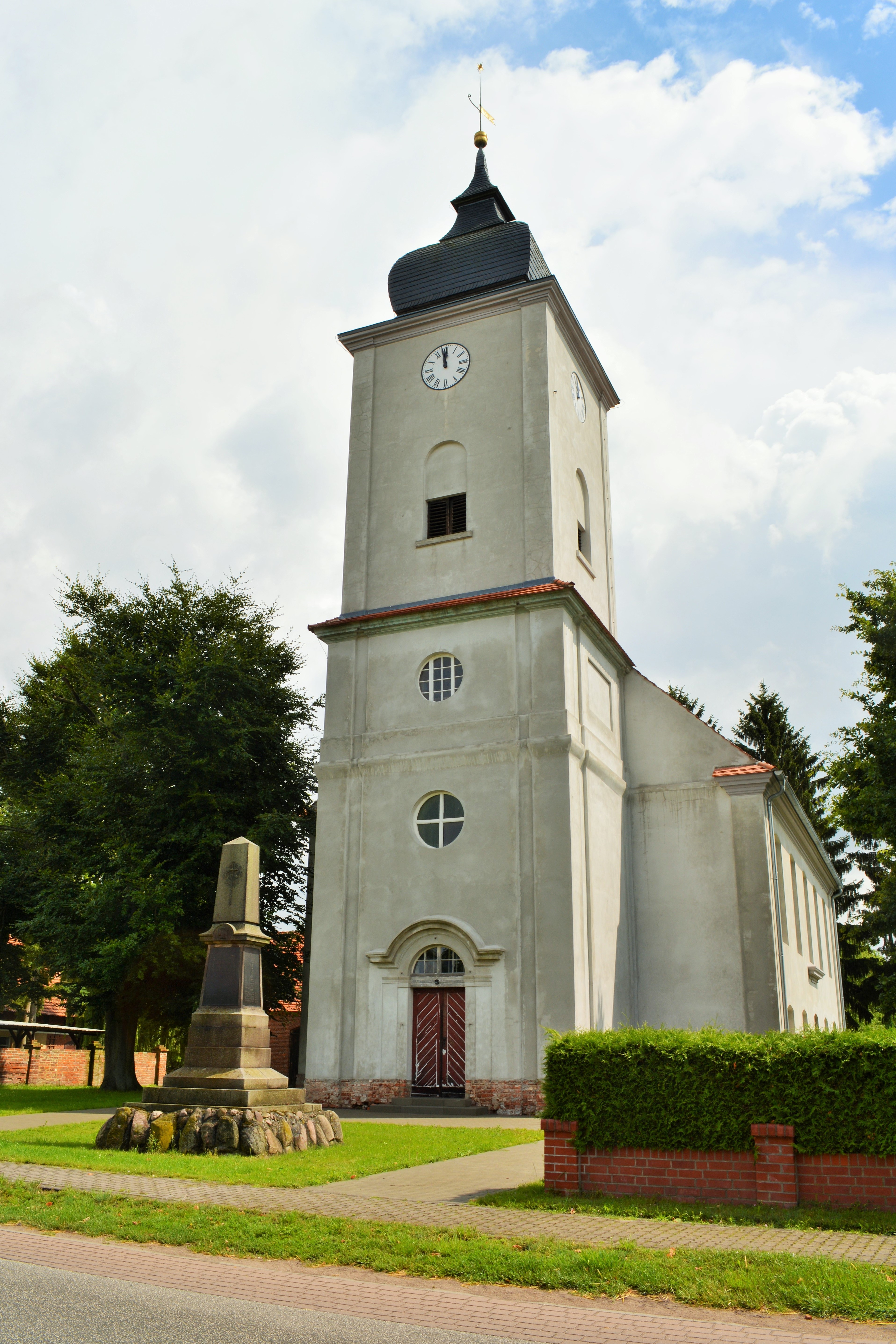
Dorfkirche Sieversdorf
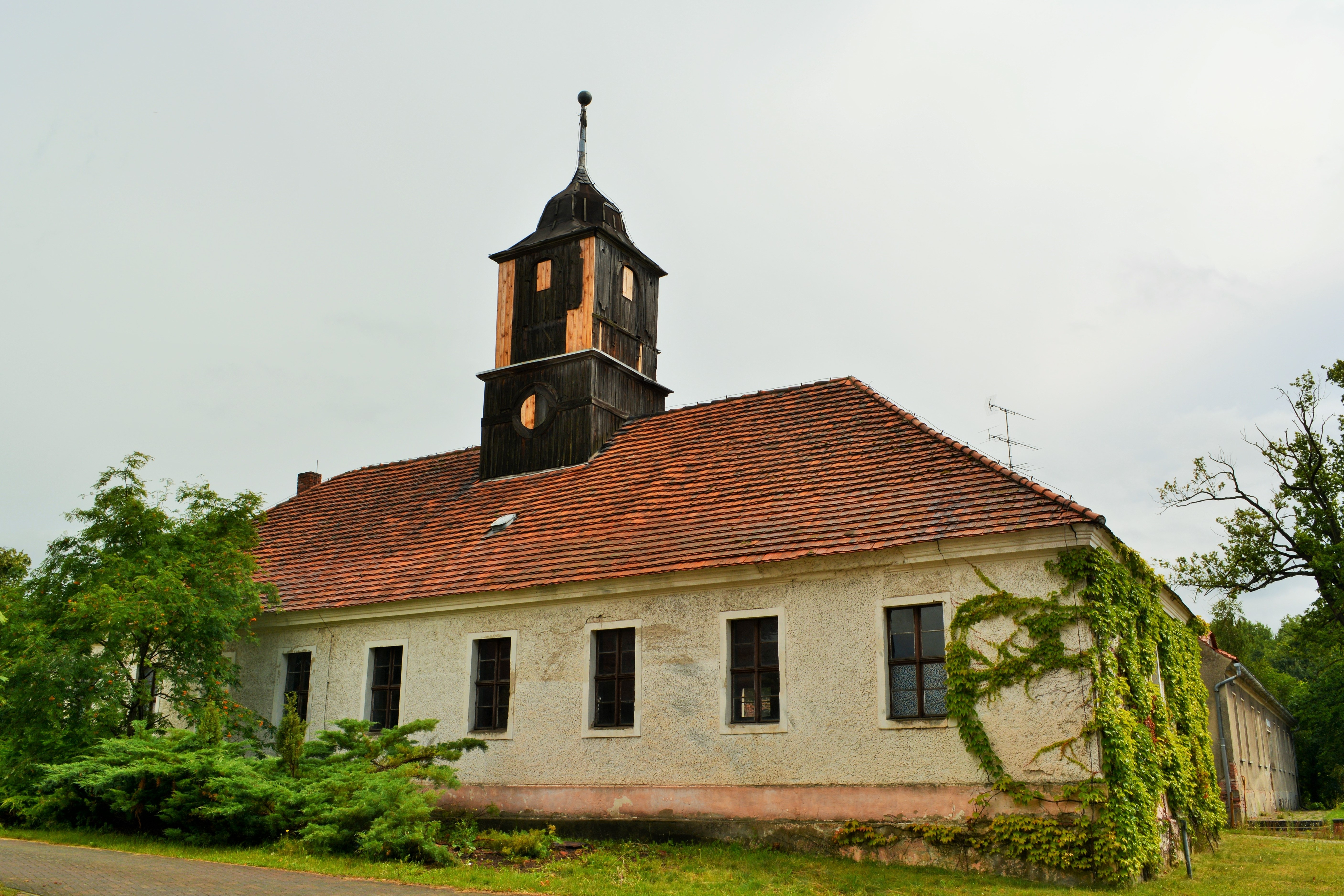
Dorfkirche Hohenofen
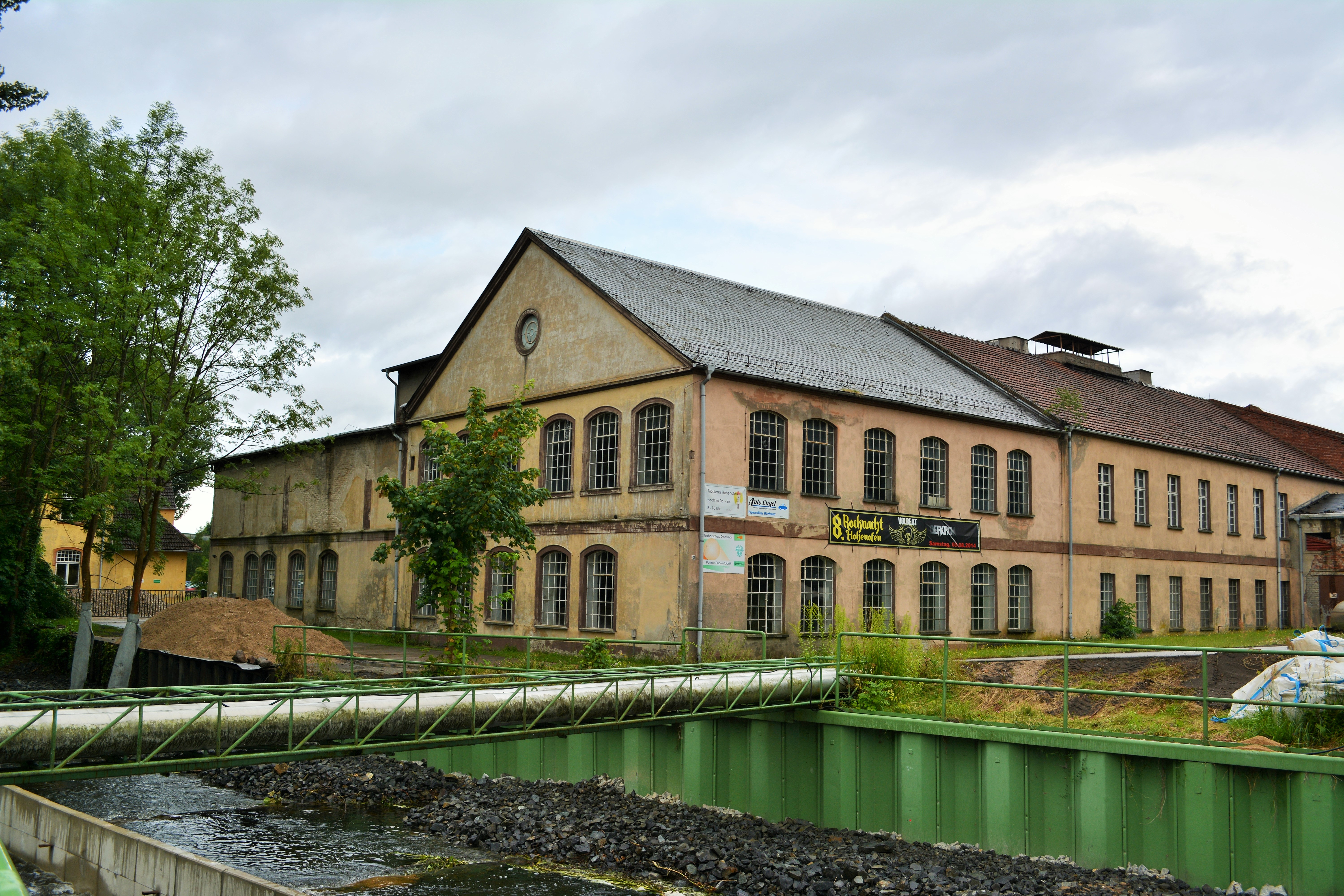
Papierfabrik Hohenofen
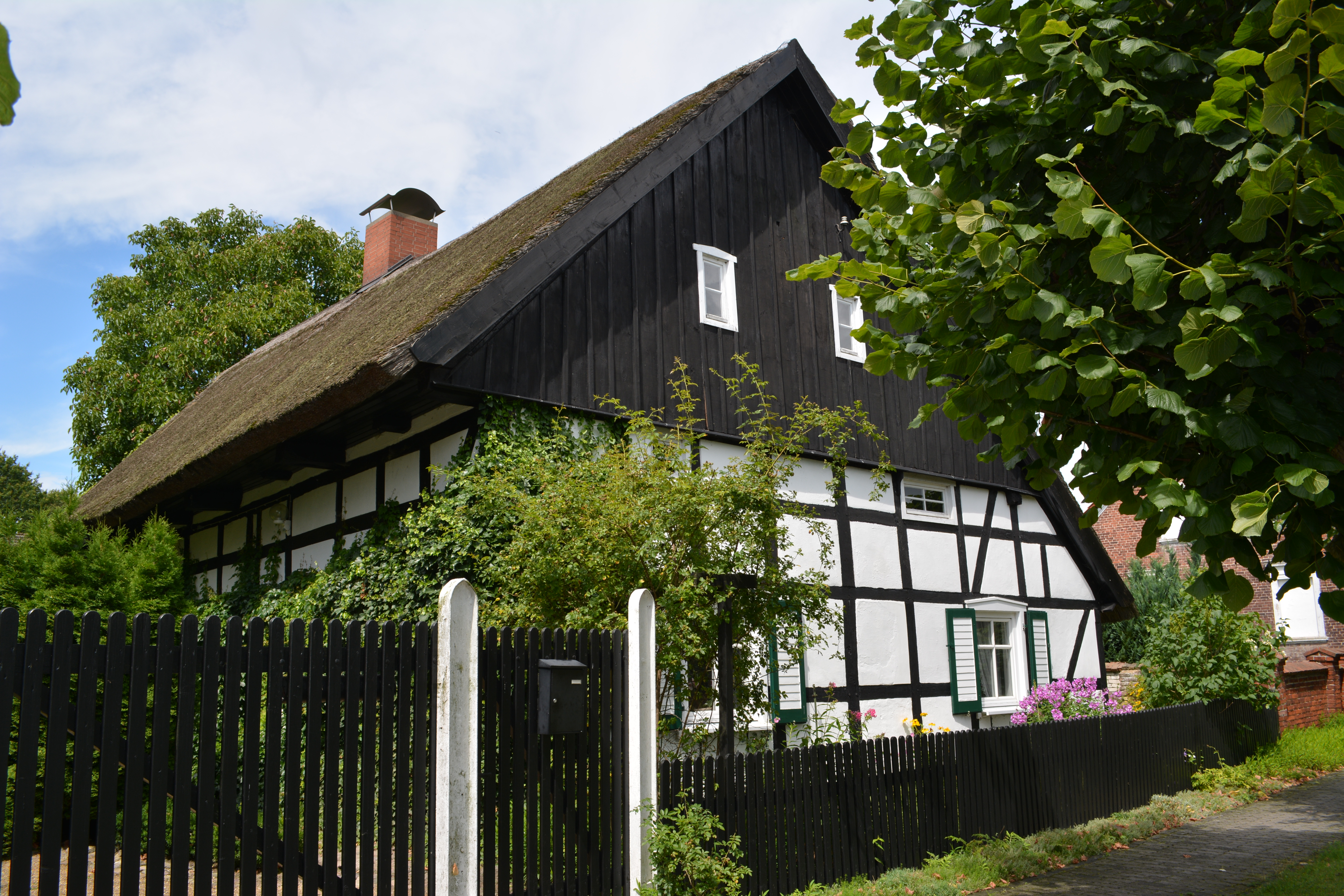
Fachwerkhaus in Sieversdorf
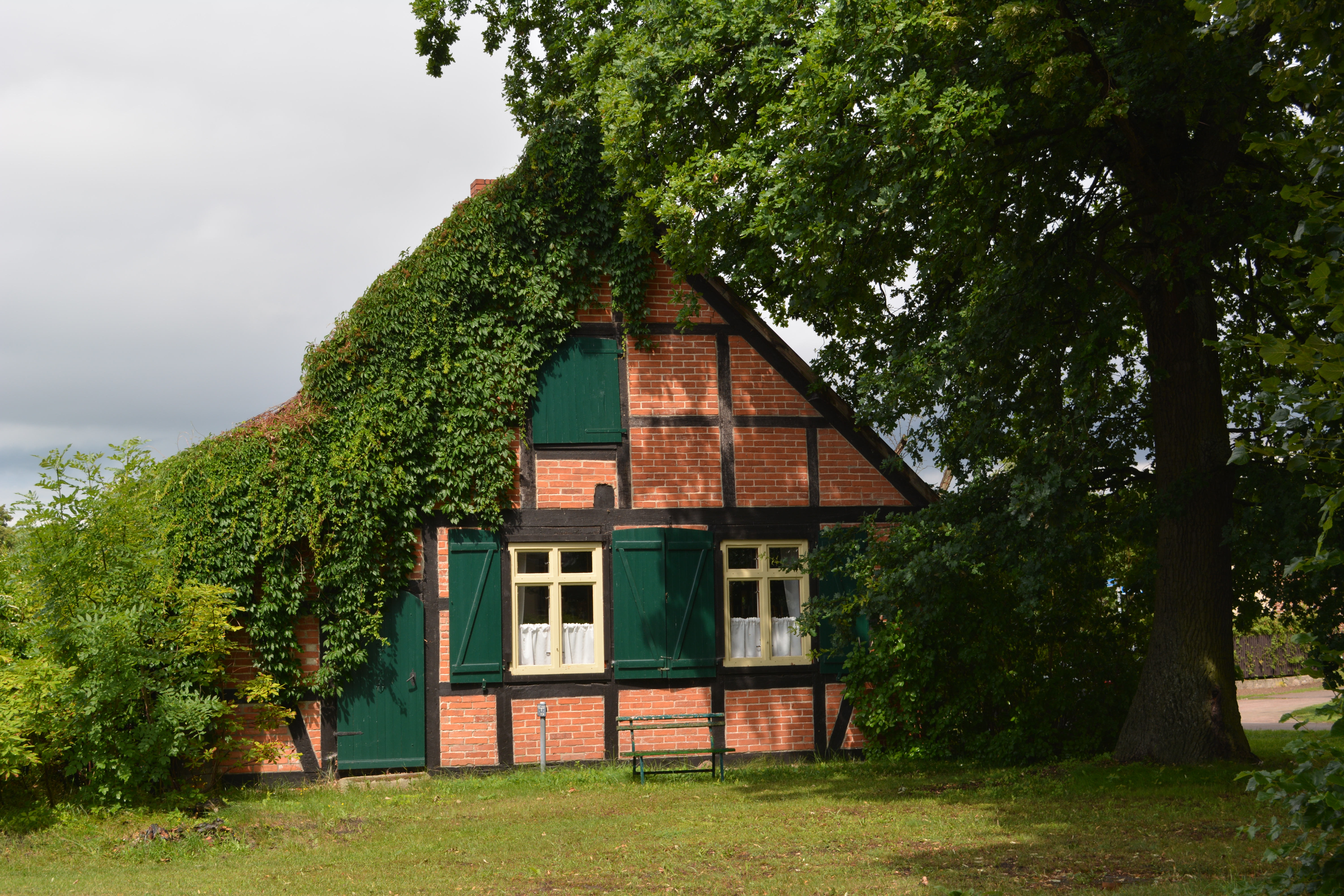
Fachwerkhaus in Hohenofen
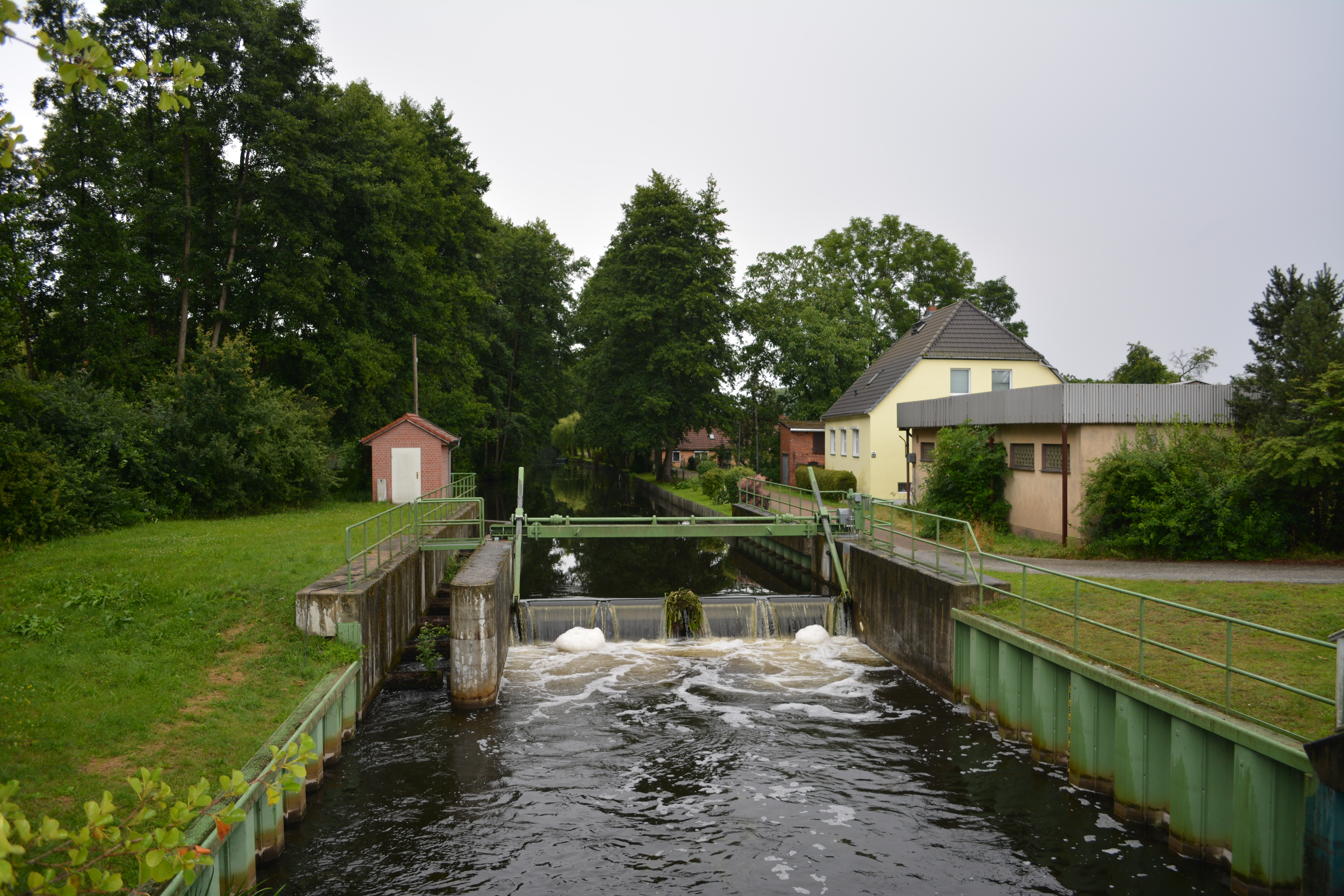
Dossewall in Hohenofen

## Verkehr
Sieversdorf-Hohenofen liegt an der Bundesstraße 102 zwischen Neustadt (Dosse) und Rhinow.
Sieversdorf (bei Neustadt/D) ist der Name des örtlichen Bahnhofes an der Strecke Neustadt–Rathenow. 2003 wurde die Verbindung stillgelegt.

## Persönlichkeiten
- Franz Arndt (1848–1917), Pfarrer, in Sieversdorf geboren